# Curral das Freiras
Curral das Freiras (deutsch Nonnenstall, touristisch oft als Nonnental bezeichnet) ist eine Freguesia auf der portugiesischen Atlantikinsel Madeira im Concelho Câmara de Lobos.

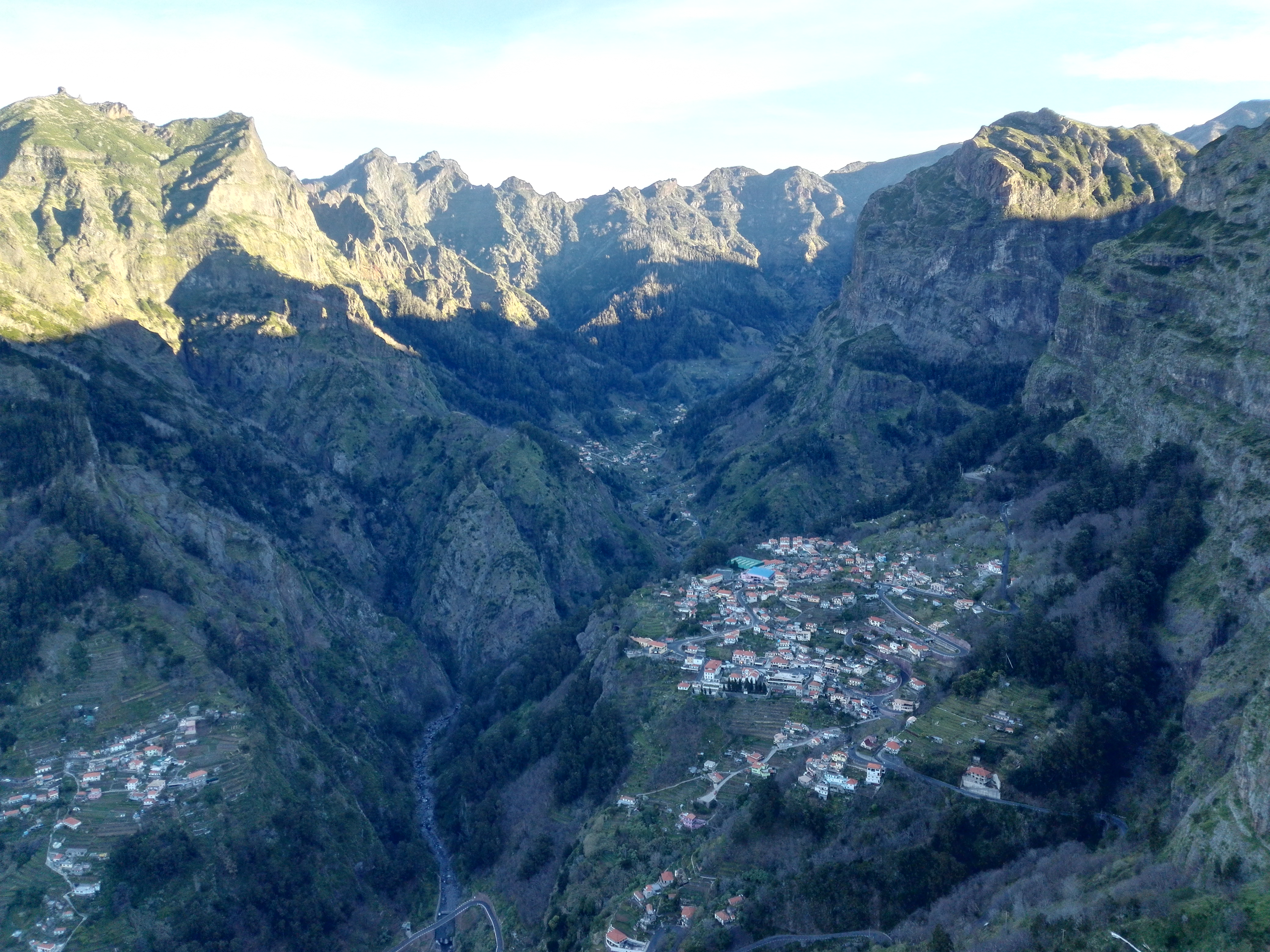
Curral das Freiras von Aussichtspunkt beim Hotel Eira do Serrado

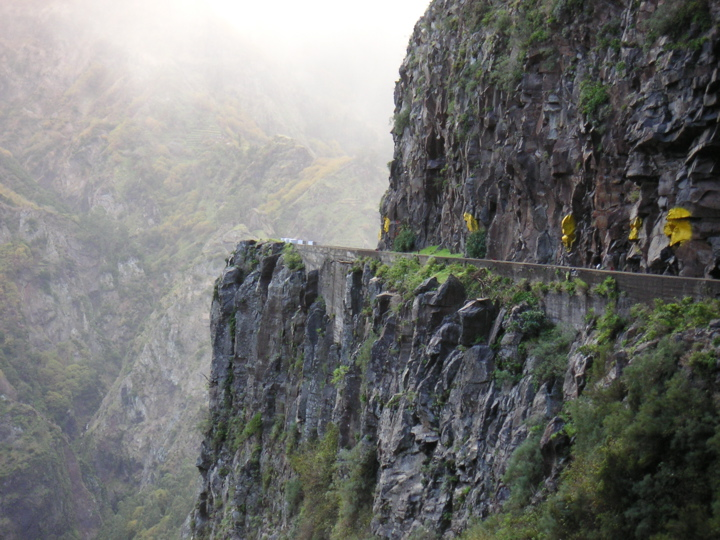
Alte Straße nach Curral das Freiras

Der 19 Kilometer von der Inselhauptstadt Funchal entfernte Ort liegt auf einer Höhe von 300 bis zu über 600 m ü. NN mit 1580 Einwohnern (Stand 19. April 2021) auf 25,0 km². Er liegt nordöstlich von Câmara de Lobos und lebt vor allem von der Landwirtschaft. Madeiras höchster Berg der Pico Ruivo liegt im Osten.
Der Ort ist über einen 2,4 km langen Tunnel erreichbar. Die alte Passstraße ist für den Straßenverkehr wegen Steinschlaggefahr gesperrt.
Curral das Freiras war von der Überschwemmungskatastrophe im Februar 2010 besonders schwer betroffen.

## Geschichte

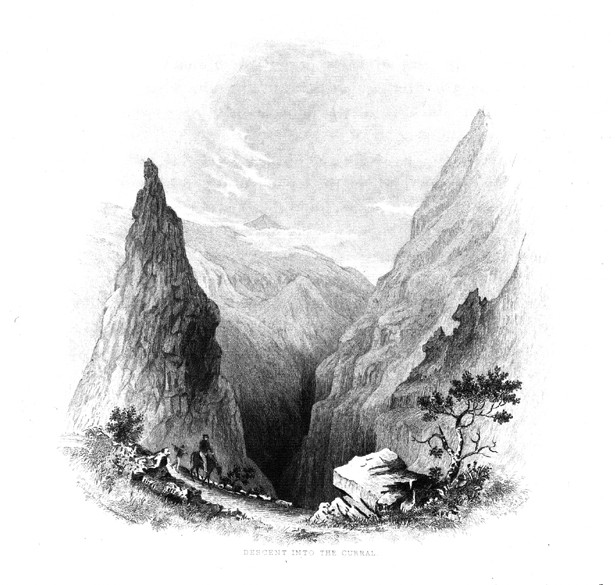
Charles Wilkes (1798–1877) - Descent into the Curral das Freiras - Narrative of the United States Exploring Expedition during the years 1838, 1839, 1840, 1841, 1842. Volume 1, 1845

Aufgrund seiner abgeschiedenen Lage und ursprünglich schweren Zugänglichkeit bot das Tal Schutz vor Angriffen und Verfolgung. Daher flohen 1566 Nonnen aus Funchal hier her, um sich und ihren Klosterschatz in Sicherheit zu bringen. Das Land erhielten sie von João Gonçalves da Câmara, der ihr Kloster Santa Clara in Funchal mit begründet hatte und dessen Töchter dem Konvent dienten.
Zu jener Zeit hieß der Ort auch noch Curral da Serra, also Bergstall, der sich danach in Curral das Freiras (Nonnenstall) änderte.